# Chephren-Pyramide
Die altägyptische Chephren-Pyramide ist die zweithöchste der Pyramiden von Gizeh und zugleich die zweithöchste aller ägyptischen Pyramiden. Trotzdem erscheint sie höher als die Cheops-Pyramide, was an ihrem steileren Neigungswinkel und etwas höheren Untergrund liegt. Wie alle Pyramiden von Gizeh wurde sie in der 4. Dynastie um 2550 v. Chr. erbaut und erhielt den Namen Wer Chaefre (‚Chaefre ist groß‘).
Pharao Chephren (auch Chaefre), der hier bestattet wurde, war der Halbbruder seines Vorgängers Radjedef (alternative Lesung Djedefre) und Sohn von Pharao Cheops (auch Chufu), der ebenfalls in Gizeh begraben wurde. Auf dem Ostfriedhof in Gizeh findet man eine große Doppelmastaba (Nr. G7130-40), die nach Stadelmann dem Königssohn Chaefchufu zuzuordnen ist. Dieser Chaefchufu änderte nach dem Tode seiner Halbbrüder Kawab und Djedefre sowie seiner Machtübernahme den Namen in Chaefre („Er erscheint wie Re“).

## Daten
- ursprüngliche Höhe: 143,87 m (275 Königsellen); 143,87/275 = 0,523 m pro Elle
- Seitenlänge: 215,29 m (410 Königsellen); 215,29/410 = 0,525
- gebaute Neigung: {\displaystyle 5+{\frac {1}{4}}} (Ägyptische Zahlschrift), oder altägyptisches Maß = 5 Hände plus 1 Finger (Winkel in Seked.); beziehungsweise Rücksprung 21 Finger auf eine Elle[2]

Die Daten der Pyramide (ursprüngliche und heutige Höhe, Seitenlänge, Böschungswinkel) sind Angaben von Flinders Petrie aus dem Jahr 1880.

## Die Pyramide
Die Chephren-Pyramide liegt südwestlich derjenigen seines Vaters und damit in der Mitte der drei Pyramiden von Gizeh auf einer Terrasse.
Die Stufen der Nordwestecke der Basis sind etwa 10 m in den Felsen eingehauen, die gegenüber liegende Südostecke wurde massiv hochgemauert, um das leichte Gefälle der Terrasse auszugleichen. Der Steinbruch für das Baumaterial liegt unmittelbar vor Ort. Die waagerecht verlegten Steinlagen sind grob behauen, die Fugen sehr breit, und oft fehlt der Mörtel; der Pyramidenkern ist handwerklich deutlich schlechter ausgeführt als bei der Cheops-Pyramide.
Die Verkleidung der beiden unteren Lagen bestand aus Granit, die weitere Verkleidung aus Kalkstein.
An der Spitze der Chephren-Pyramide sind noch Reste der Verkleidung vorhanden, das Pyramidion existiert nicht mehr.
Aufgrund der fortschreitenden Erosion wurde die erhaltene Kalksteinverkleidung von italienischen Fachleuten untersucht. Bei dieser Gelegenheit wurden starke Verschiebungen der Eckkanten registriert und mittels Computersimulation auch Erdbeben als Ursache ermittelt.
Bereits in der 19. Dynastie hat Ramses II. mit dem Steinraub begonnen. Er verwendete die Kalksteinverkleidung für den Bau eines Tempels in Heliopolis (Felsinschriften des Vorstehers der Tempelarbeiten Maj).
Zwischen den Jahren 1356 und 1362 entfernte man weitere Teile der Verkleidung für den Bau der Sultan-Hasan-Moschee in Kairo.

## Die Substruktur

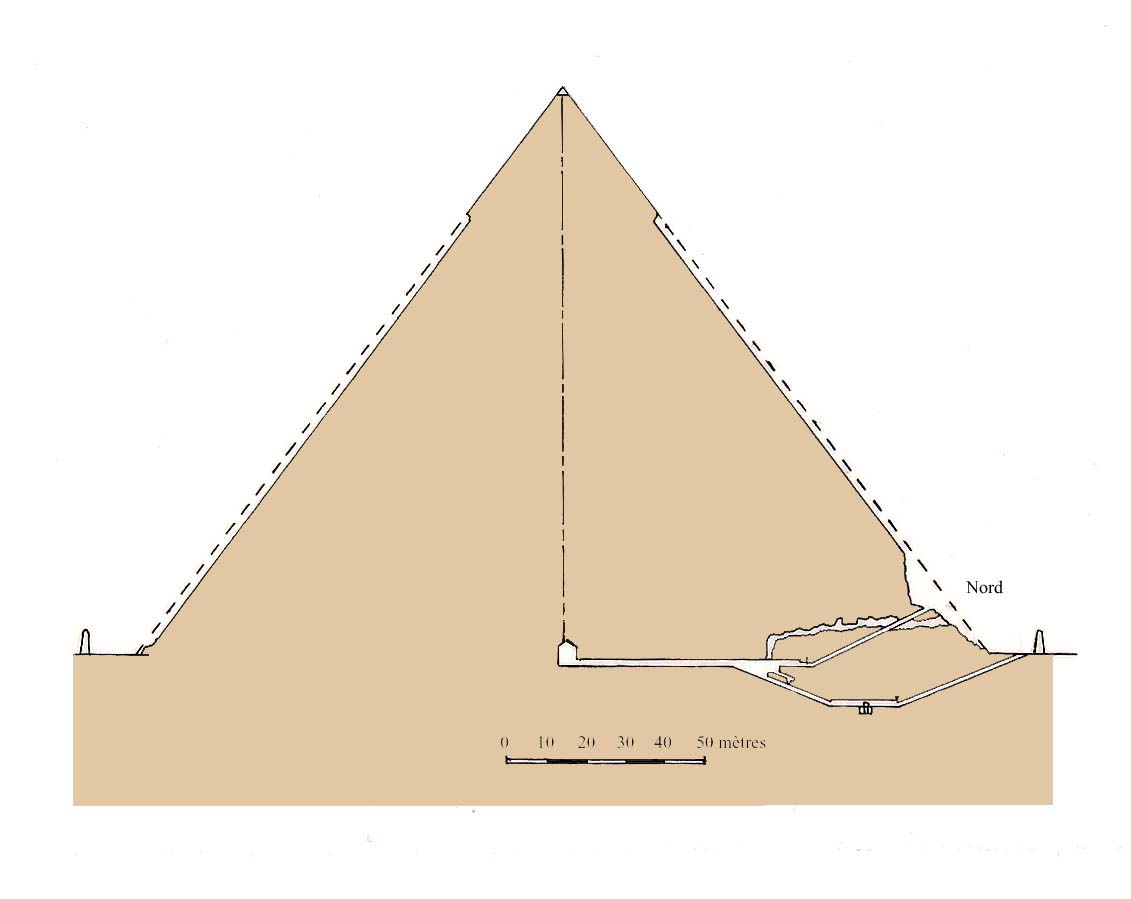
Querschnitt durch die Chephren-Pyramide

Die Pyramide besitzt zwei absteigende Zugänge im Norden. Beide liegen übereinander, der obere beginnt 11,5 m über der Grundfläche. Das untere Gangsystem zu den Kammern beginnt außerhalb der Basis in einer horizontalen Entfernung von über 8 m zur Nordkante.
Die untere Passage mündet in einen horizontalen Stollen, von dem eine Nebenkammer abzweigt (10,41 m × 3,12 m, 2,61 m hoch). Es wird vermutet, dass diese Kammer die gleiche Funktion wie die sogenannte Königinnenkammer der Cheops-Pyramide hatte. Hinter dem horizontalen Stollen steigt die Passage wieder an und trifft knapp unter Bodenniveau auf den von oben kommenden zweiten Zugang. Der Gang verläuft nunmehr waagerecht zur Grabkammer im Zentrum des Bauwerks.
Die Grabkammer misst 14,15 m × 5 m und hat eine Höhe von 6,83 m. Die Decke besteht aus mächtigen, schräg liegenden Kalksteinbalken, die Wände bestehen bereits aus gewachsenem Fels. Bis auf Belzonis Graffito ist die Kammer unbeschriftet und enthält nur noch den Sarkophag aus Granit, der halb in den Boden eingelassen ist. Der an einer Ecke angebrochene Schiebedeckel lag in der Kammer, aufgefundene Knochen stammten von Stieren. Ein kleiner Schacht im Boden barg wahrscheinlich die Kanopen.
Es ist anzunehmen, dass die Pyramide bereits erstmals in der Ersten Zwischenzeit beraubt wurde. Der Historiker Ibn Abd as-Salam vermerkt eine weitere Öffnung der Pyramide im Jahr 774 nach islamischer Zeitrechnung (= 1372 n. Chr.), doch wurde der Zugang anscheinend wieder verschlossen.
Am 2. März 1818 wurde die Grabkammer von Belzoni wiederentdeckt. Gegenüber dem prächtigen Kammersystem des Cheops wirkt die bislang entdeckte Struktur des Chephren jedoch eher einfach.

## Galerie

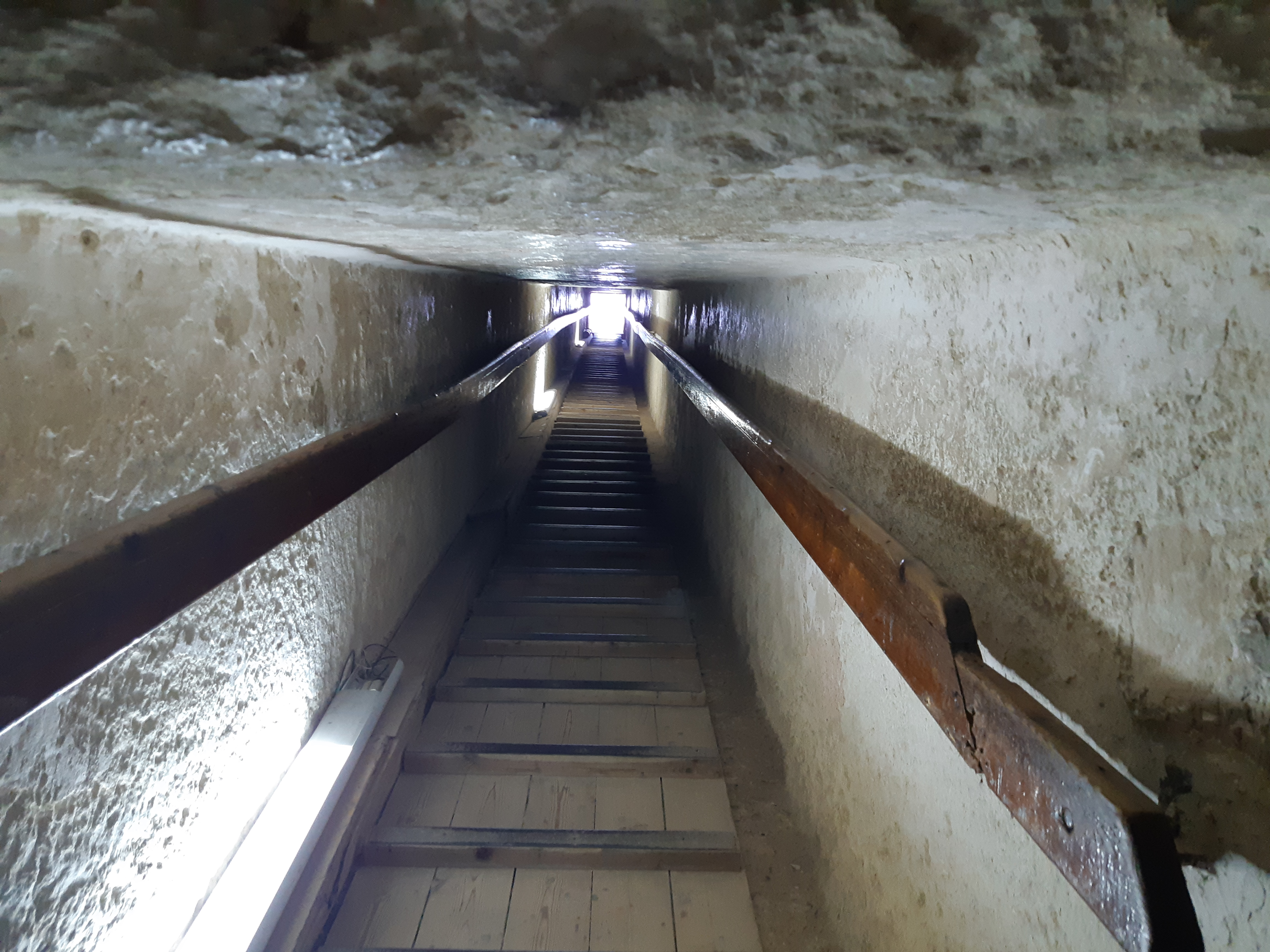
Erster Rampenpass
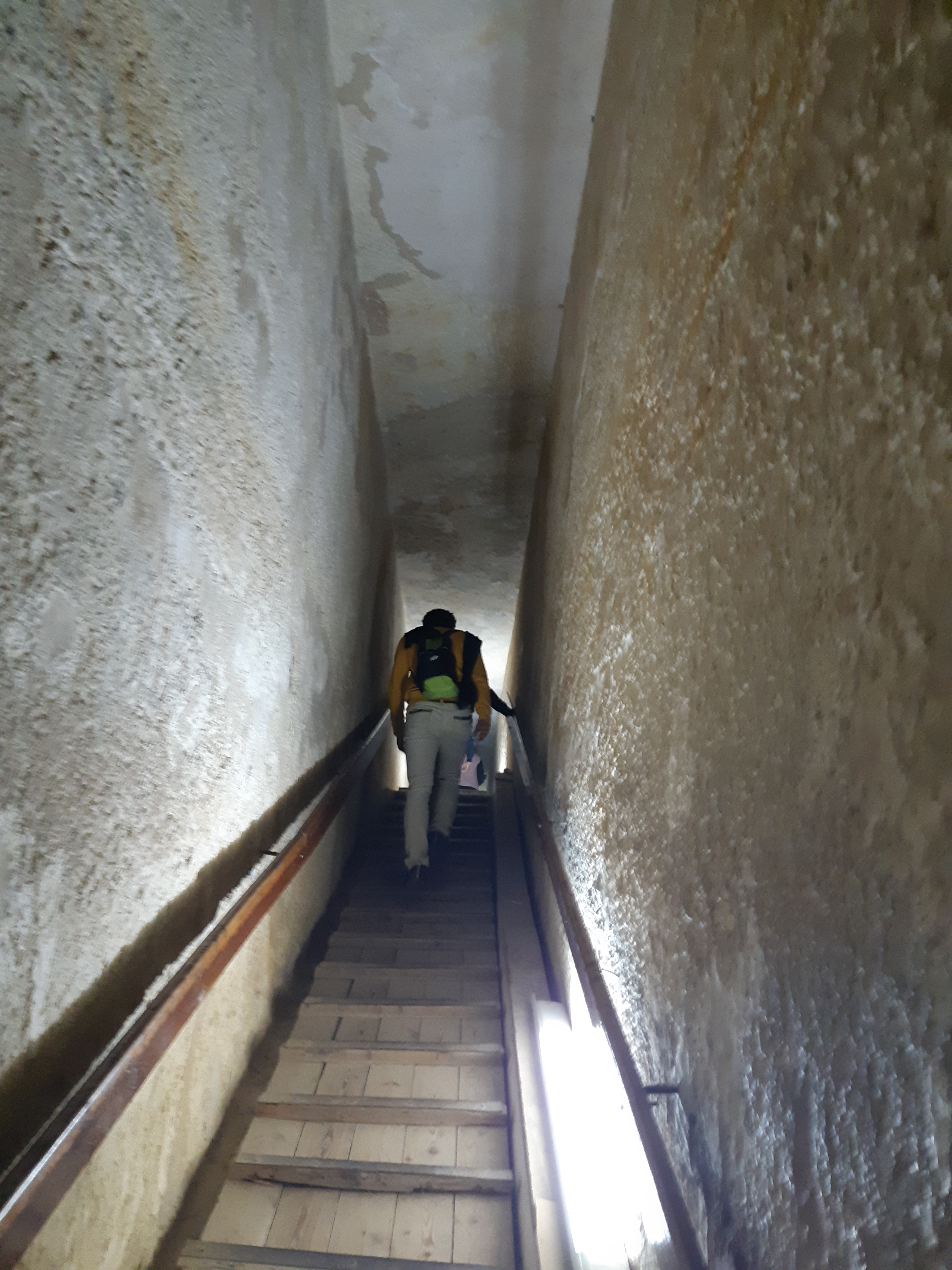
Der letzte Teil des geneigten Durchgangs zur Grabkammer mit hoher Decke
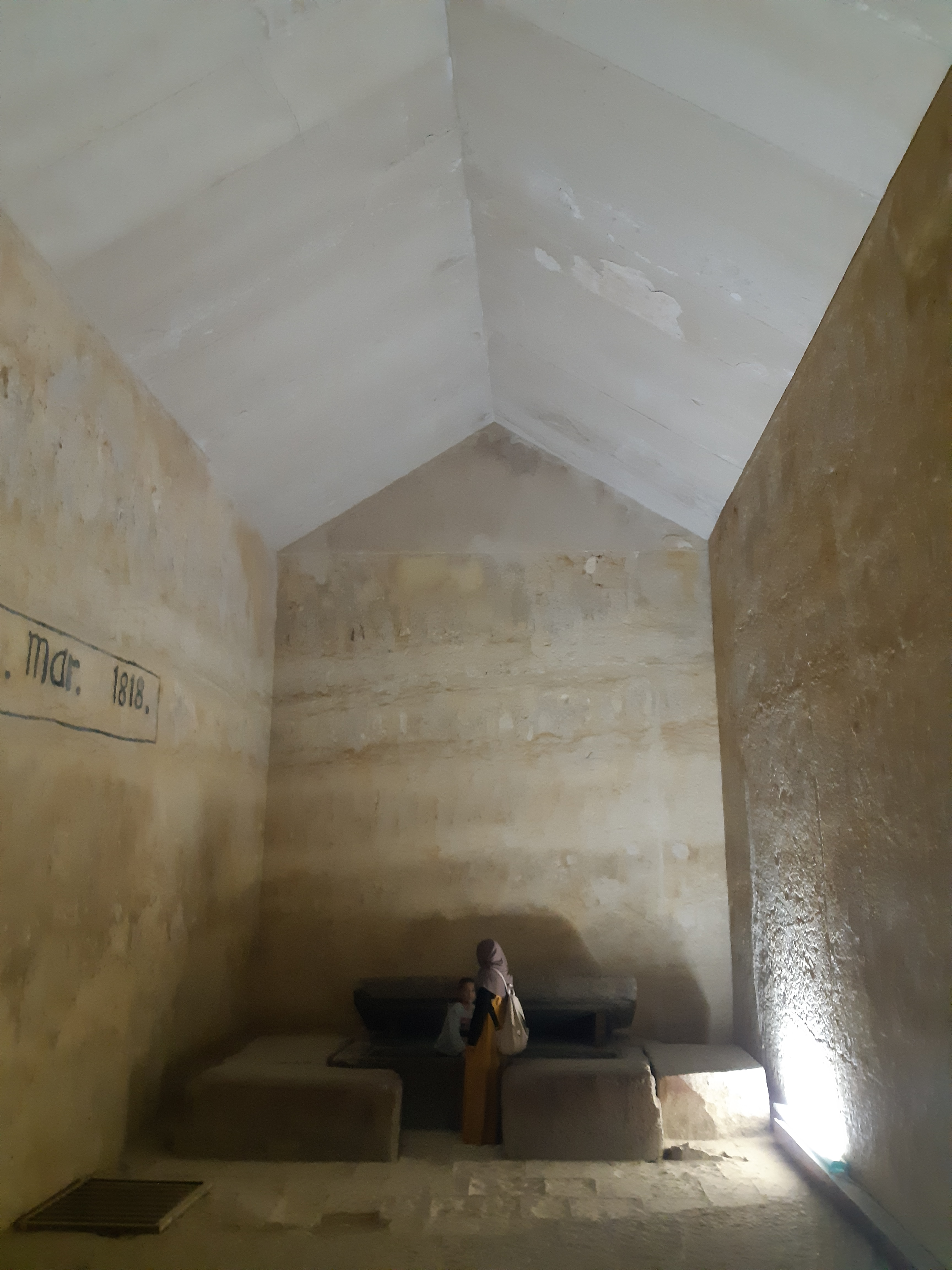
Grabkammer
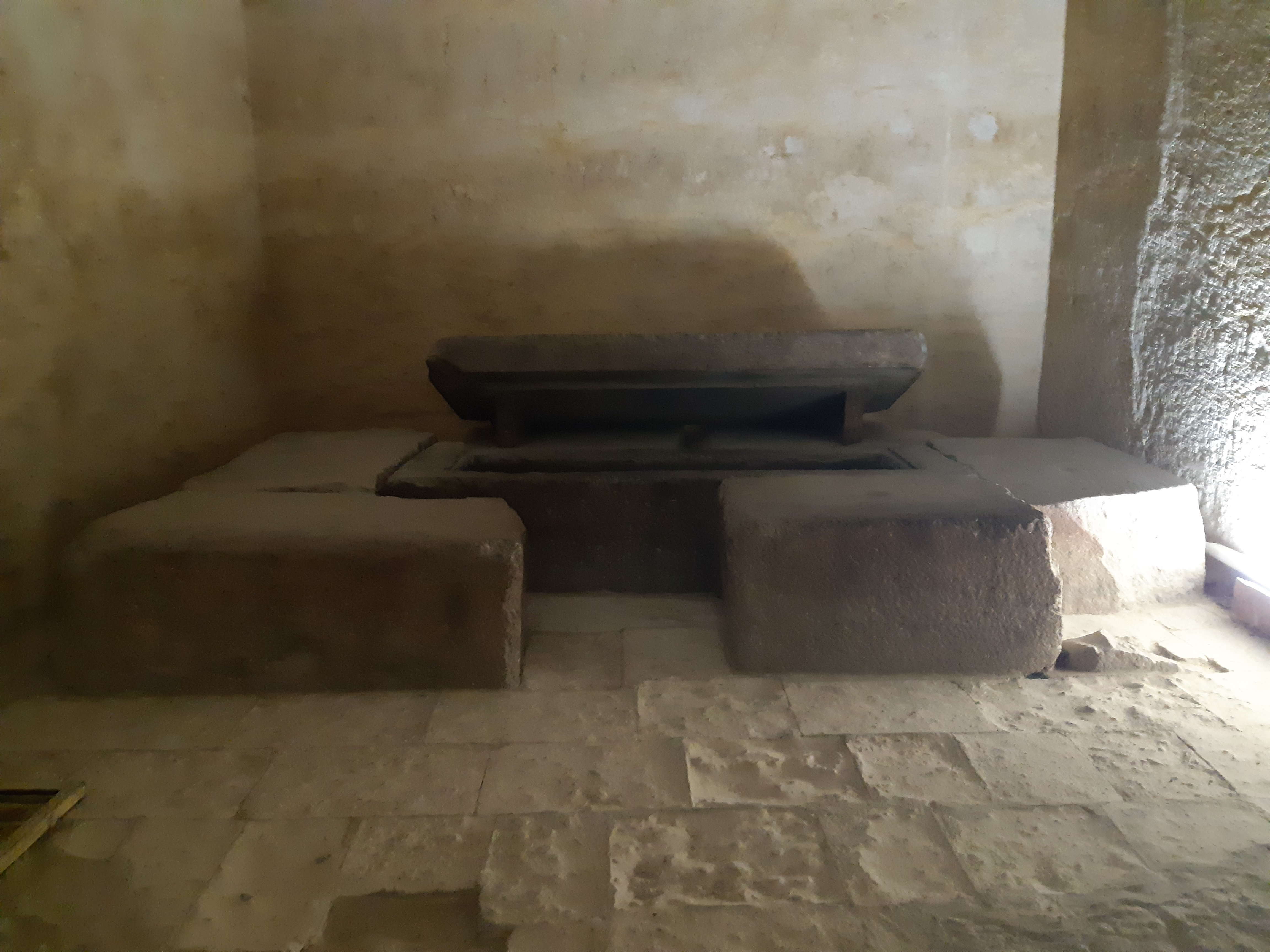
Pharaosarkophag
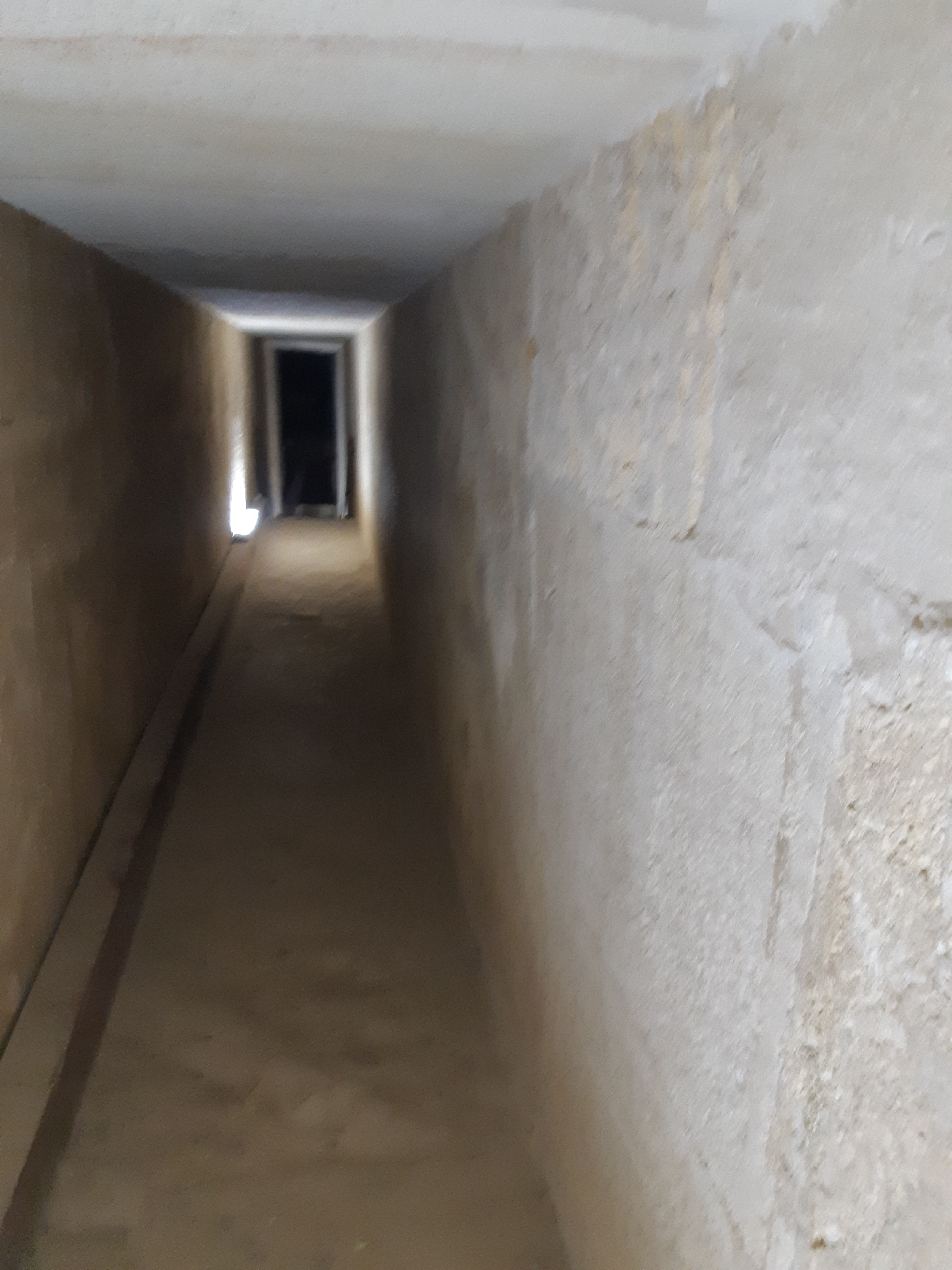
Gerader Abschnitt des Durchgangs
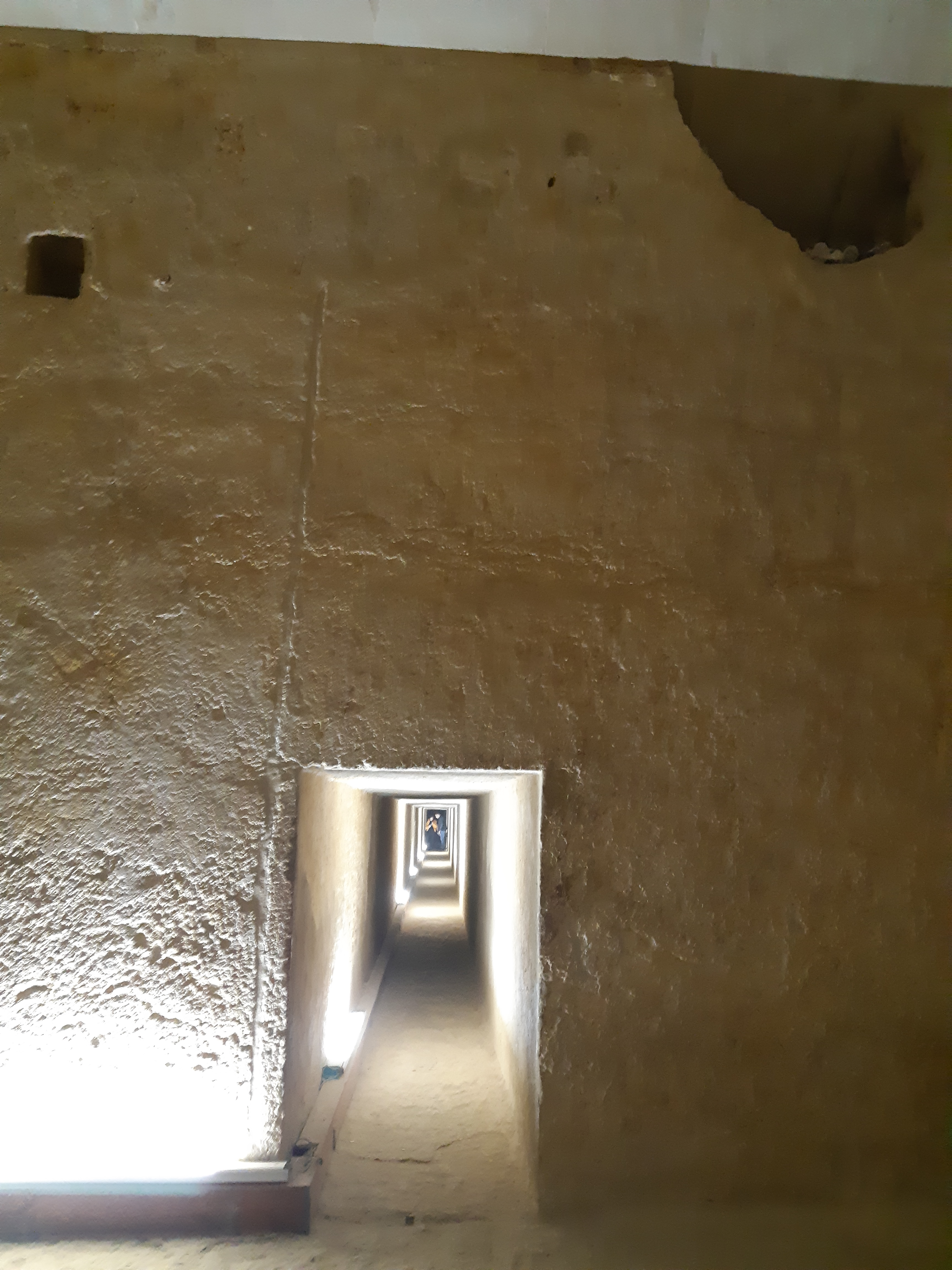
Ausgang aus der Grabkammer

## Der Pyramidenbezirk

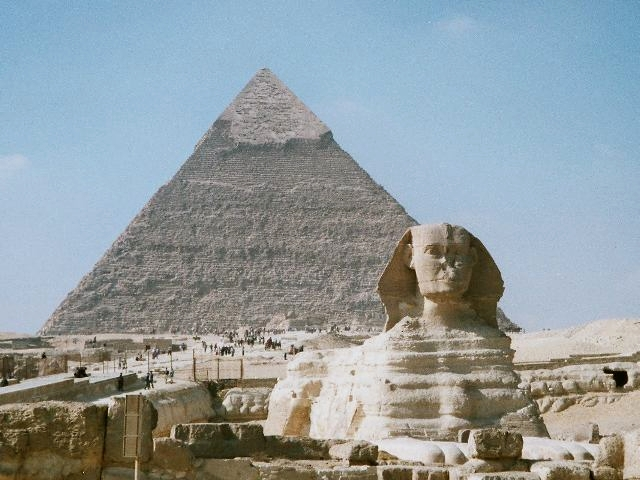
Die Sphinx vor der Chephren-Pyramide

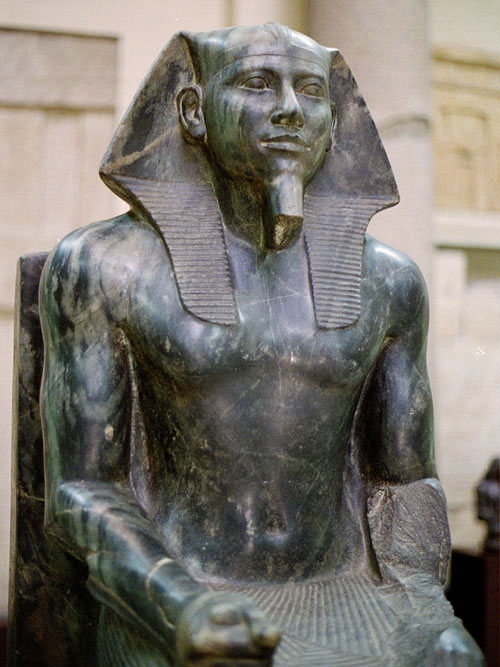
Statue des Königs Chephren (JE 10062)

Die Pyramide wurde von einer massiven Umfassungsmauer umgeben, die allseits einen über 10 m breiten gepflasterten Hof bildete. Weiter nördlich, westlich und südlich lokalisierte man Wallreste, die wohl die Abgrenzung des ganzen Komplexes bildeten. Auf der Südseite, außerhalb der Umfassungsmauer, liegen die Reste einer Nebenpyramide (Nr. G2a). Es ist strittig, ob es sich bei dieser Pyramide um eine Kultpyramide oder das Grab einer Gemahlin des Chephren handelt.
Wie seit Snofru üblich, besitzt auch die Chephren-Pyramide die Dreiteilung Taltempel, Aufweg und Totentempel. Der Totentempel ist östlich der Pyramide vorgelagert. Der König hat hier erstmals ein neues Baumuster eingeführt, das alle folgenden Totentempel aufweisen:
- Eine Eingangshalle,
- einen offenen Säulenhof,
- fünf Nischen für Königsstatuen (Statuenkapellen),
- fünf Kammern als Magazine,
- das Allerheiligste mit Scheintüre und/oder Stelenpaar.

Der Tempel war aus örtlichem Kalkstein errichtet, im Inneren mit Granit ausgekleidet und mit farbigen Reliefdekorationen versehen. Die Pfeiler des Hofes bestanden ebenfalls aus Granit. Bruchstücke beweisen, dass der Tempel mit zahlreichen Statuen des Königs versehen war, von denen einige 3,75 m hoch gewesen sein sollen.
Der 495 m lange Aufweg zwischen Tal- und Totentempel ist nur noch in Resten erhalten. Er bestand wahrscheinlich aus einem gedeckten Korridor aus Kalksteinen, außen mit Granit verkleidet und im Inneren mit Reliefs verziert. Der Aufweg verläuft nicht gerade auf der Ost-West-Achse, sondern ist leicht verschoben.
Der Taltempel der Chephren-Pyramide liegt unmittelbar neben dem Sphinx-Tempel am ehemaligen, antiken Hafenkai des Pyramidenbezirks. Der bauliche Zustand ist heute noch ausgezeichnet. Errichtet wurde er aus großen Kalksteinblöcken, die mit polierten Granitplatten verkleidet wurden.
Der Zugang erfolgte vom Kai her über zwei Pforten, die früher mit riesigen Türen aus Zedernholz verschlossen waren. Beide Eingänge münden in eine Querhalle, von der ein zentraler Gang in eine große, T-förmige Pfeilerhalle führt. Die 16 Säulen bestehen aus Granitmonolithen und trugen das Dach. Die Beleuchtung erfolgte durch schmale Schlitze im oberen Teil der Wände. Der Fußboden bestand aus weißem Alabaster. In dieser Halle waren an den Seiten 23 oder 24 Königsstatuen aufgestellt. Eine dieser Statuen besteht aus Gneis und wurde in sehr gut erhaltenem Zustand von Auguste Mariette gefunden und ist heute im Ägyptischen Museum von Kairo zu sehen. Die übrigen Statuen waren mehr oder weniger zerstört. Von ihnen befindet sich der Kopf einer Statue im Roemer- und Pelizaeus-Museum in Hildesheim.
Der Aufweg zum Totentempel beginnt ebenfalls in der Pfeilerhalle.